# Bergehalde

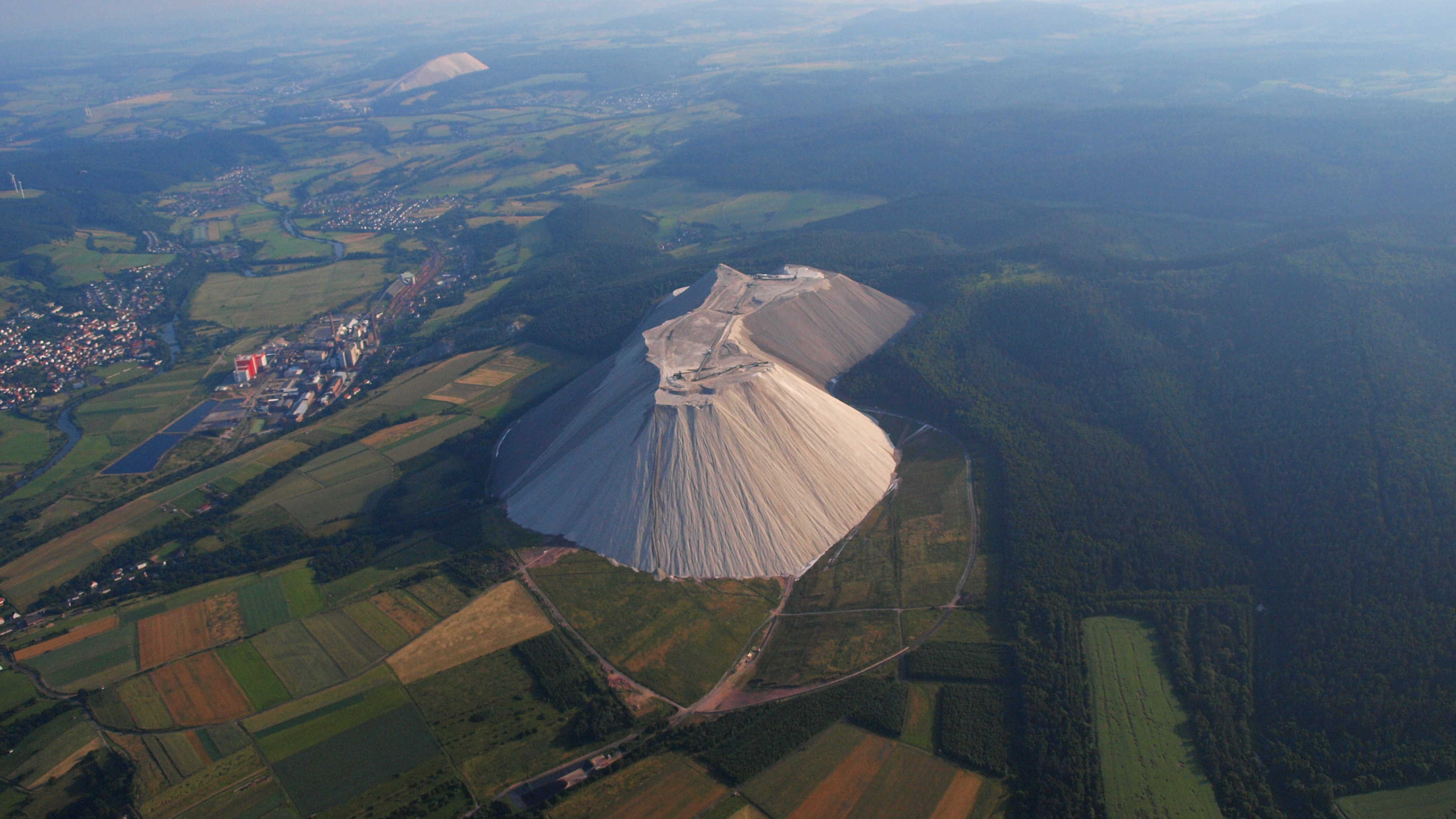
Heringen – Monte Kali, im Hintergrund die Halde bei Philippsthal im Juni 2009

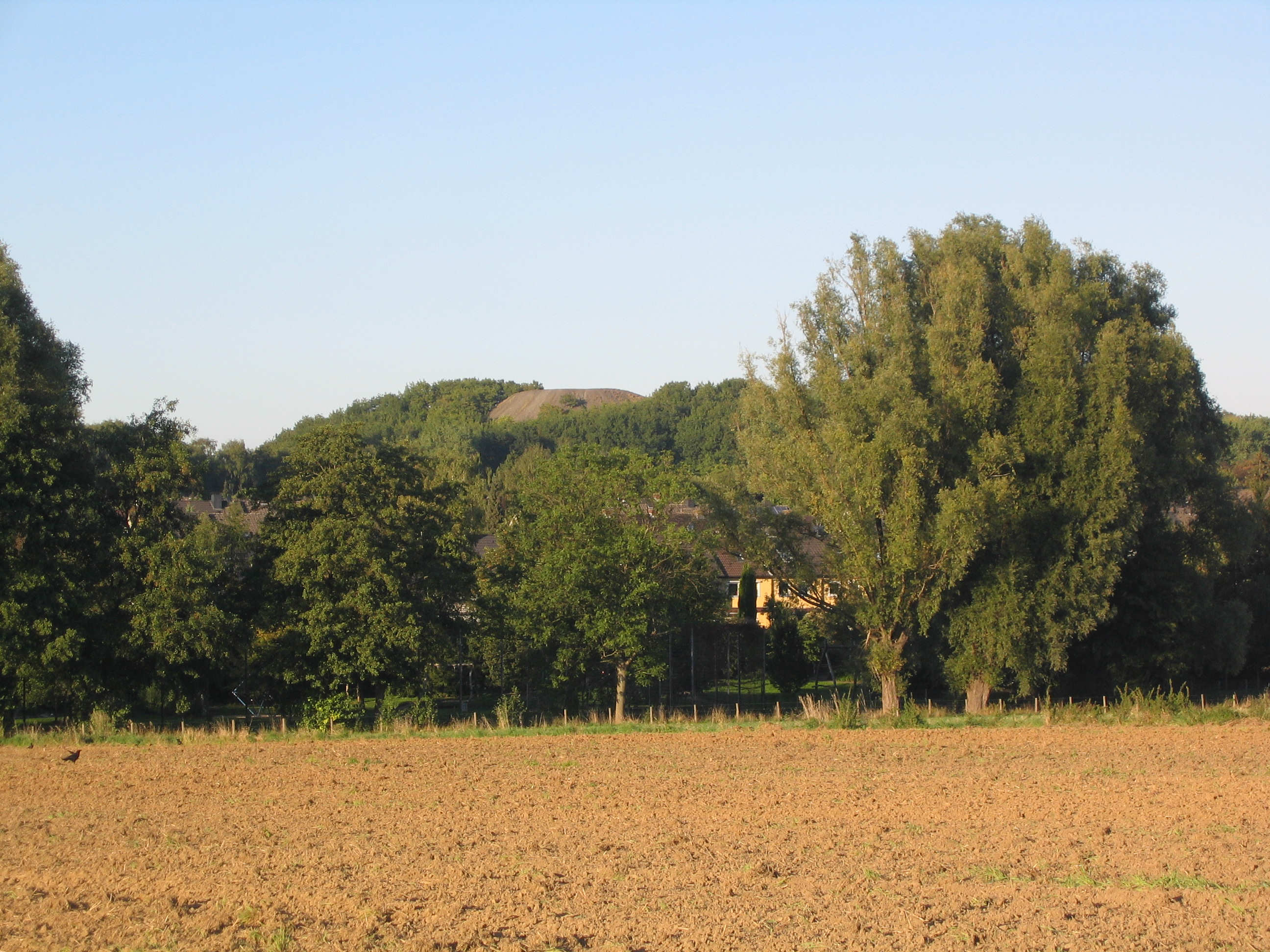
Bergehalde der Zeche Glückauf-Tiefbau in Dortmund

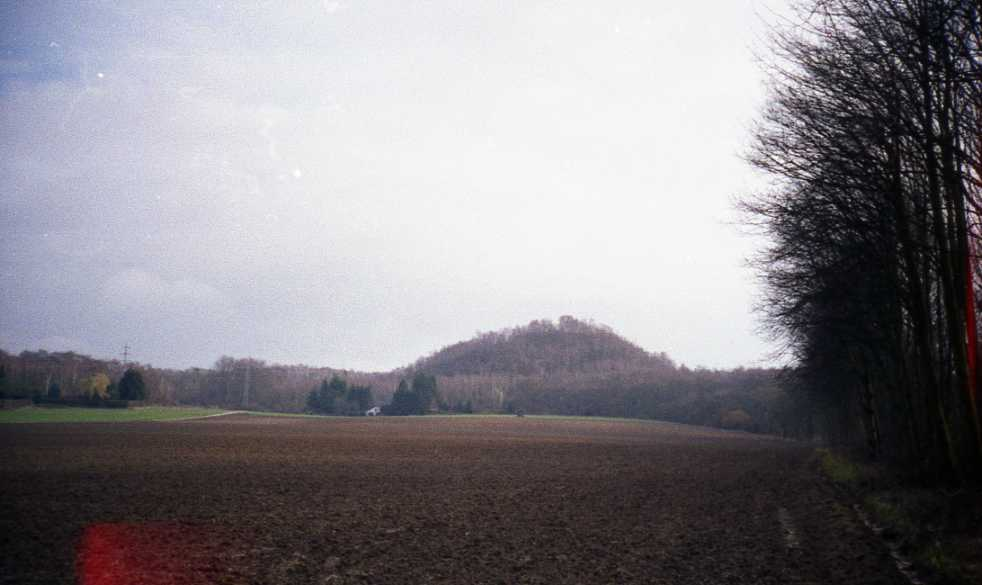
Schwarzer Berg bei Eschweiler

Bergehalden sind üblicherweise Halden aus dem Tiefbau des Bergbaus, insbesondere aus dem Steinkohlenbergbau. Diese menschengemachten Hügel bzw. „Berge“ prägen weithin sichtbar das Landschaftsbild in den Steinkohlerevieren, vor allem im Ruhrgebiet, im Aachener Revier und im Saarrevier, aber auch in den Kohlerevieren Nordfrankreichs, Belgiens und Englands. Der Wortteil „Berge“ ist hier aber nicht als Plural von „Berg“ im topographischen Sinne zu verstehen, sondern ist der bergmännische Ausdruck für „taubes Gestein“.

## Allgemeines
Beim Abbau von Steinkohle fällt unvermeidbar taubes, d. h. nicht kohleführendes Nebengestein (Abraum) an. Früher versuchte man, diese sogenannten Berge vor Ort möglichst aus der Förderung herauszuhalten; so blieb der Bergeanteil der Förderung gering. Durch die Mechanisierung des Steinkohlenabbaus stieg der Bergeanfall jedoch drastisch an. Die Verlagerung des Abbaus in Teufen von bis zu 1500 m erhöhte den Bergeanfall weiter, da zur Beherrschung des Gebirgsdrucks größere Streckenquerschnitte mit mehr Gesteinsausbruch erforderlich sind. Er erreichte in den 1980er Jahren schließlich einen Spitzenwert von 47–48 % an der Gesamtförderung und blieb bis heute etwa konstant. Stabil ist seit Jahren die Aufteilung bei der Verwendung des Bergematerials: 4 % werden als Versatz unter Tage wieder eingebaut. 24 % können als Fremdabsatz genutzt werden, insbesondere als Baumaterial. Die restlichen 72 % sind unbrauchbar und werden aufgehaldet. Im Laufe der Bergbaugeschichte sind auf diese Weise im Ruhrgebiet z. B. rund 170 Halden als künstliche Hügel und Berge von teilweise über 100 m Höhe entstanden, von denen viele aber aufgrund ihrer ungeeigneten Schüttung und Gestaltung wieder abgetragen wurden. Ende der 1990er Jahre wurden von der Ruhrkohle AG 19 große Bergehalden betrieben.

## Entstehung der Bergehalden

Schurenbachhalde in Essen: Lageplan mit Verlauf des Höhenprofils

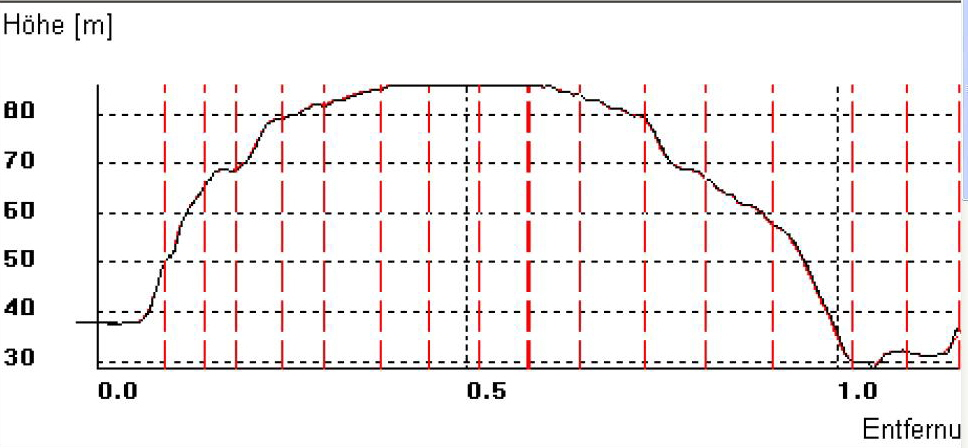
Schurenbachhalde in Essen: Höhenprofil; links: Fußpunkt im Westen bei der Nordsternstraße

In den Anfängen des Steinkohlenbergbaus wurde das anfallende Bergematerial möglichst unauffällig in die nähere Umgebung verbracht. Typisch für diese Zeit sind „Hangböschungshalden“, die dadurch entstanden, dass das Bergematerial an einen Hang gestürzt wurde. Diese kleinen Halden sind heute so gut in die Landschaft integriert, dass sie nur noch schwer zu erkennen sind.

### Haldentypen

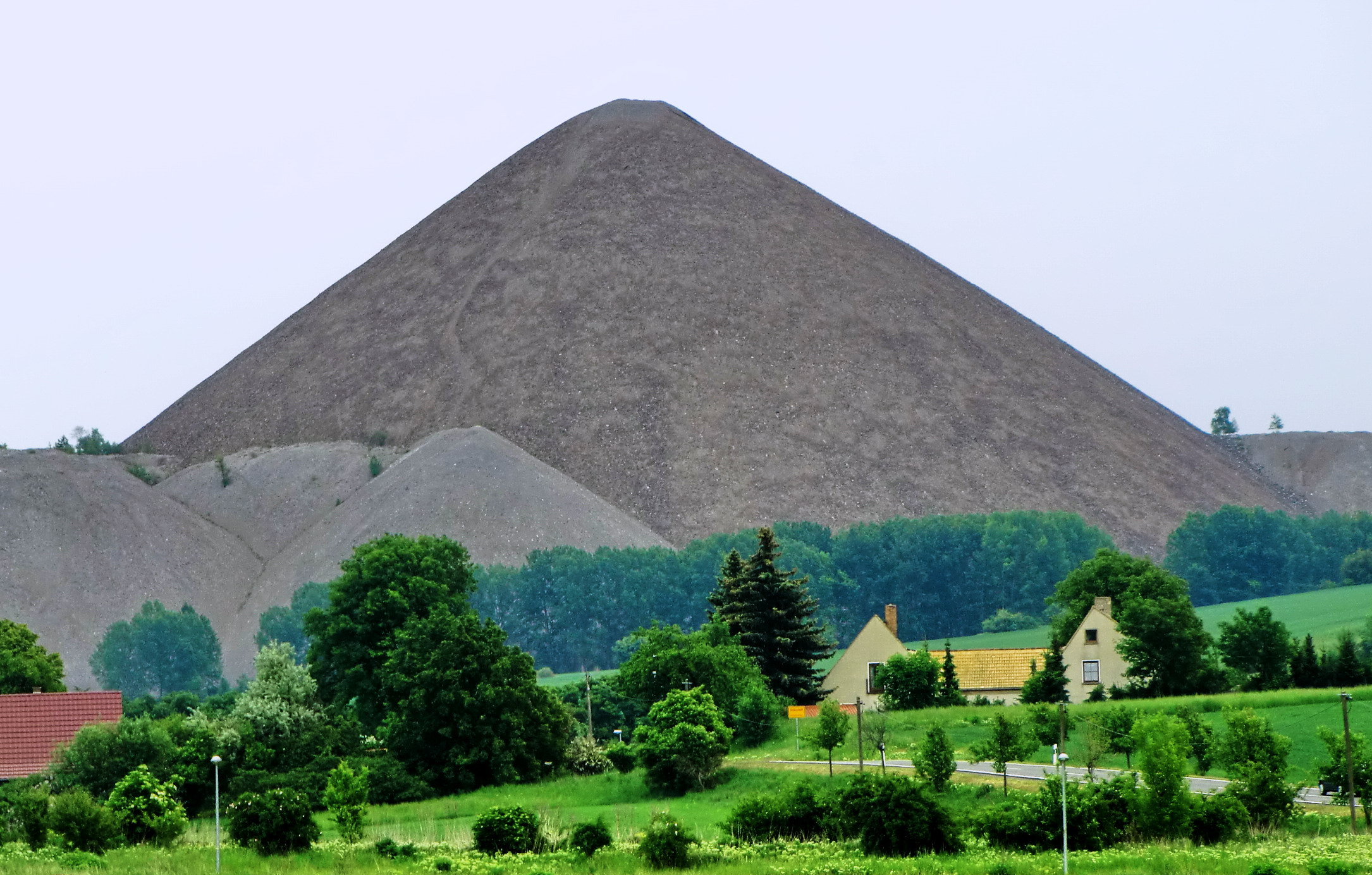
Spitzkegelhalde nach Abbau von Kupferschiefer, eine der Pyramiden des Mansfelder Landes (Foto: Volker Herrmann)

Die anwachsende Menge von Bergematerial machte es notwendig, auf einer möglichst kleinen Fläche viel aufzuschütten. Durch den Transport über Förderbänder entstanden die sogenannten „Spitzkegelhalden“. Diese erste Generation von Bergehalden bestand in der Regel aus mehreren sich überschneidenden Kegeln mit durchschnittlich 19 m Höhe. Aufgrund ihrer lockeren Schüttung und des damit verbundenen ungehinderten Sauerstoffeintrags neigten diese Halden zur Selbstentzündung. An vielen Standorten kam es dadurch zu Haldenbränden, die nur mit großem Aufwand nach mehreren Monaten gelöscht werden konnten. Zwar fand das ausgebrannte, rot verfärbte Bergematerial als Baustoff Verwendung, doch war die Umweltgefährdung durch Haldenbrände so groß, dass bis Ende der 1960er Jahre die Spitzkegelhalden im Ruhrgebiet nahezu vollständig abgetragen wurden.
Die Probleme mit Rauchentwicklung, Standsicherheit und Schwierigkeiten bei der Begrünung von Spitzkegelhalden führten zu einer neuen Generation von Haldenkörpern: terrassierte Tafelberge mit strengen Linien und harten Konturen. Die Schütthöhe betrug in der Regel etwa doppelte Baumhöhe, d. h. etwa 40 m; sie wurde in einigen Fällen jedoch deutlich übertroffen. Auch bei dieser Form sind brennende Halden bekannt.

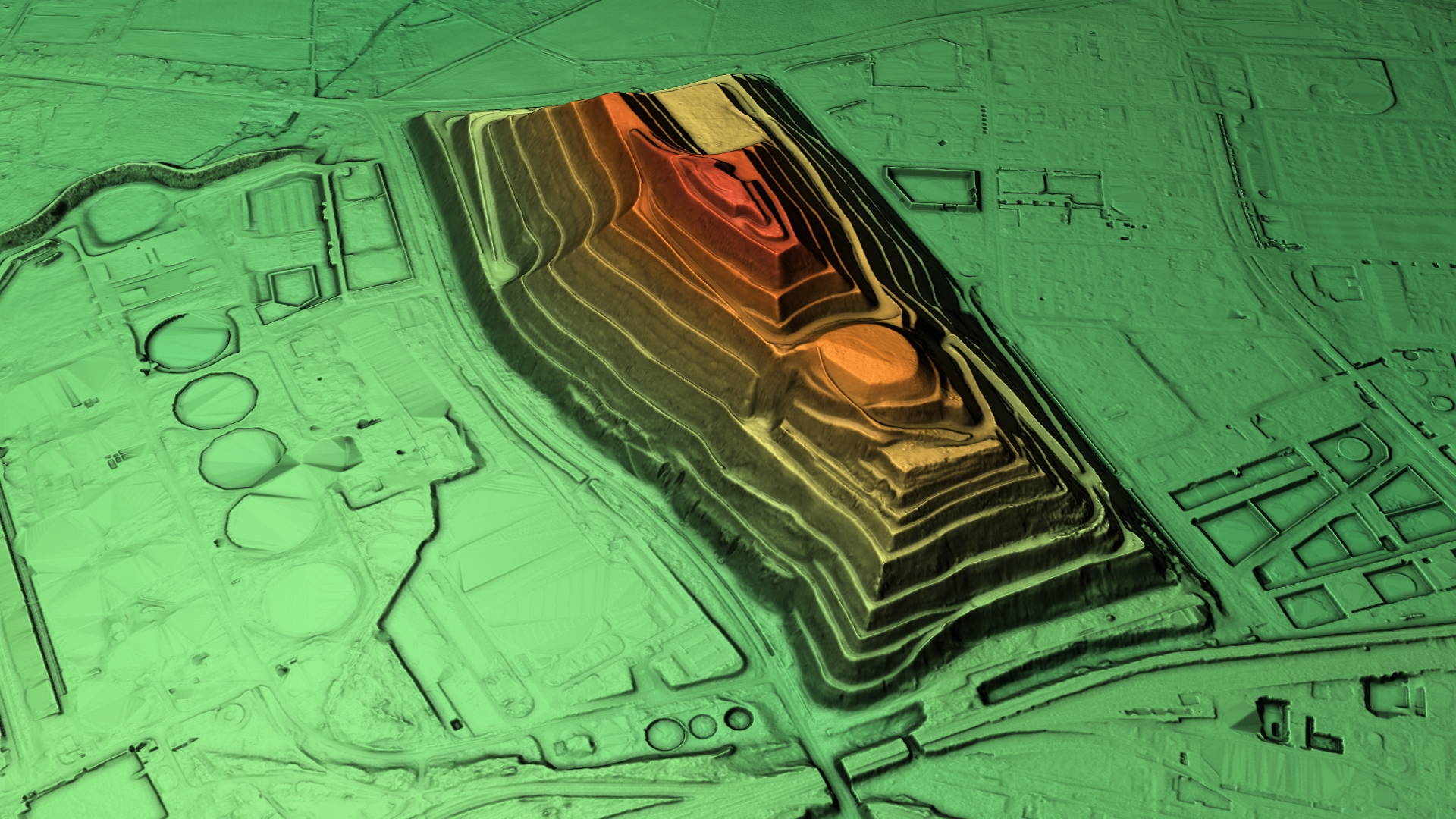
Tafelberghalde: 3D-Geländemodell der Halde Oberscholven (Erstellung: Rouven Meidlinger)

Je nach Form wird zwischen folgenden Haldentpyen unterschieden:
- Tafelberghalde: moderne Aufbereitungsvorgänge bedingten feinkönigeres Schüttgut, das sich zu Bergen anhäufen ließ, auf deren Spitze ein Plateau angelegt wurde. Die Tafelberghalde, mit ihren steilen Abhängen zeichnet sich in ihrer Umgebung deutlich ab.
- Spitzkegelhalden, auch Kegelsturzhalden genannt, wurden angelegt, seit Schrägaufzüge mit Fördergurte zum Einsatz kamen. Sie benötigen eine kleinere Grundfläche, erheben sich aber, mit einem Böschungswinkel von bis zu 38 Grad, deutlich sichtbar in der Landschaft.
- Hangböschungshalden entstehen durch große Abraummengen sogenannter Gruben- bzw. Schachtberge. Dabei wird das Material hangabwärts abgeschüttet, wobei es immer weiter zur Talsohle hingeschoben wurde.
- Zungenhalde: Die Ablagerungen wurden zungenförmig rund um das Ausgangsloch des Stollen-Mundlochs ausgebracht.
- Fischgrätenhalden wurden angelegt, als die technischen Möglichkeiten noch begrenzter waren. Ausgehend von einem wenige Meter hohen Hauptwall wurden dabei Seitenarme in sämtliche Richtungen aufgeschüttet, wobei mitunter Handkarren zum Einsatz kamen.

### Haldenproblematik
Proteste aus der Bevölkerung und den Kommunen gegen diese am Reißbrett entworfenen, hart-konturigen Gebilde, die störende Elemente in der Landschaft darstellten, führten dazu, dass die Richtlinien zur Anlage von Bergehalden in den 1980er Jahren geändert wurden. Sie legten fest, dass Bergehalden künftig als „Landschaftsbauwerke“ anzulegen seien, die alle räumlich strukturellen, ökologischen, landschaftsgestalterischen und sicherheitstechnischen Anforderungen ganzheitlich berücksichtigen. Diese dritte Generation von Bergehalden zeichnet sich durch eine Grundfläche von mehr als 100 Hektar und eine Höhe von 50–100 Meter aus. Viele dieser Halden sind touristisch erschlossen.

## Galerie einer Auswahl an Bergehalden

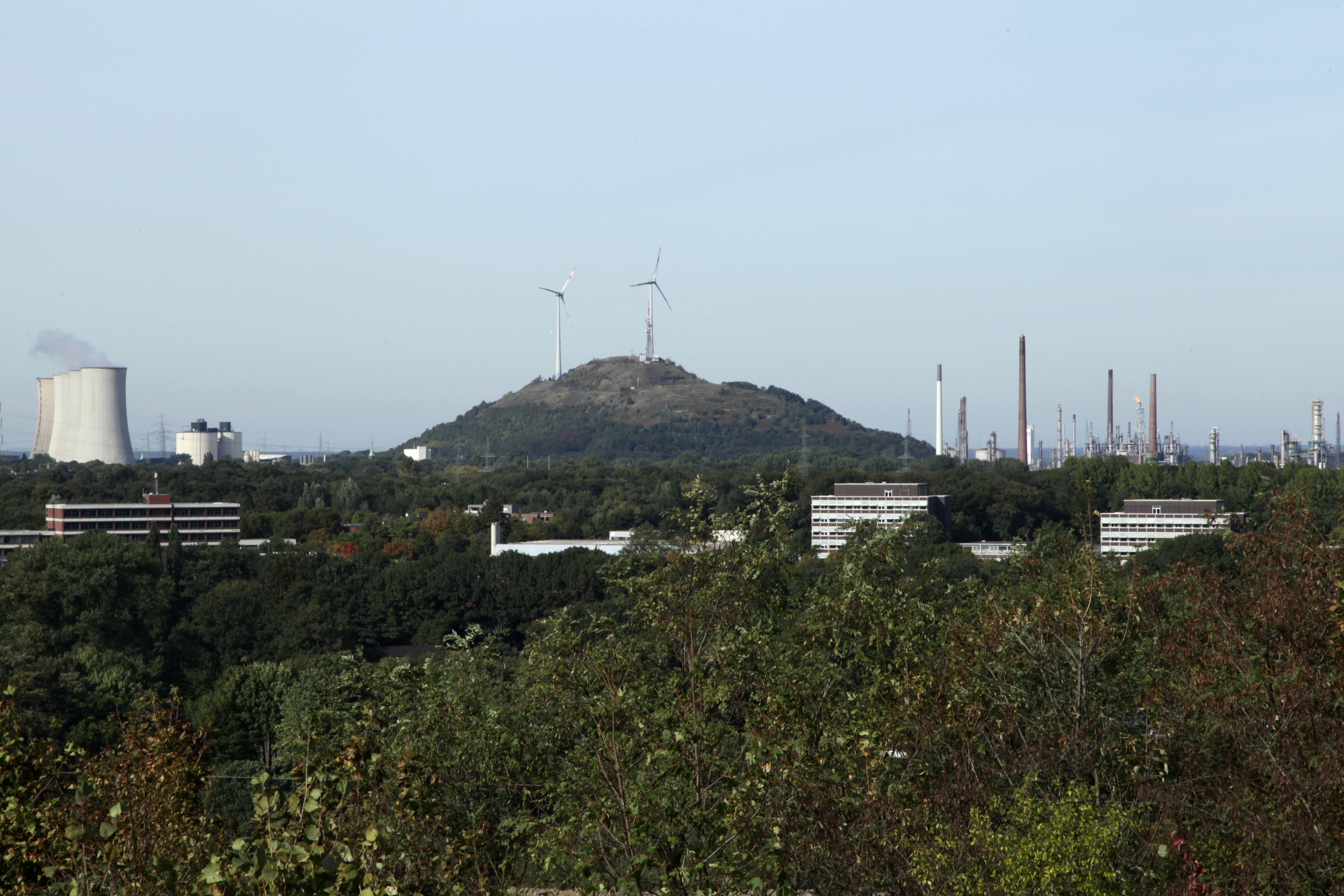
Beispiel einer Tafelberghalde: Die Halde Oberscholven, Gelsenkirchen mit Windkraftanlagen (Foto: Frank Vincentz)
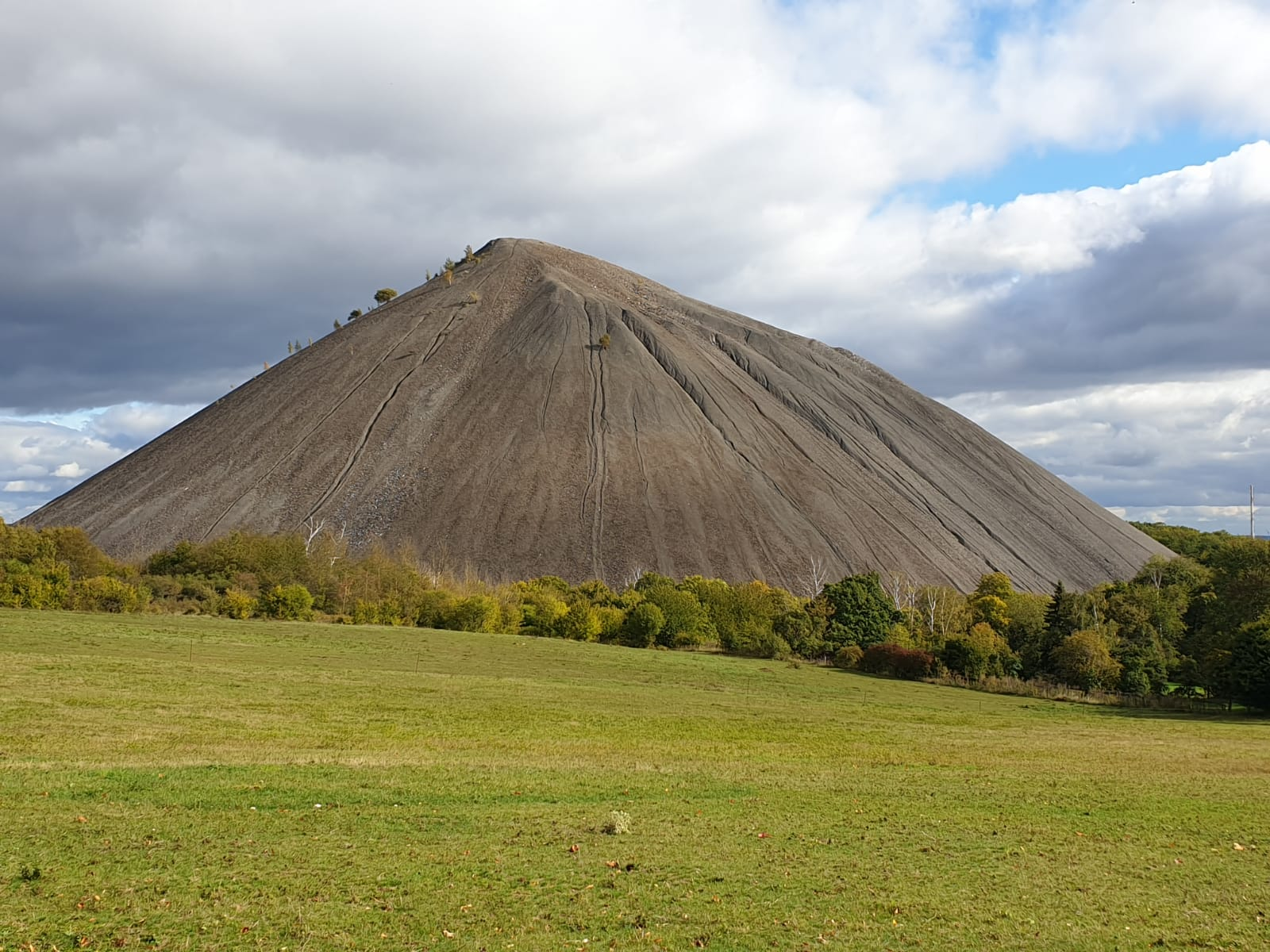
Spitzkegelhalde: Die Hohe Linde, bei Sangerhausen (Foto: Malte J. Krafft)
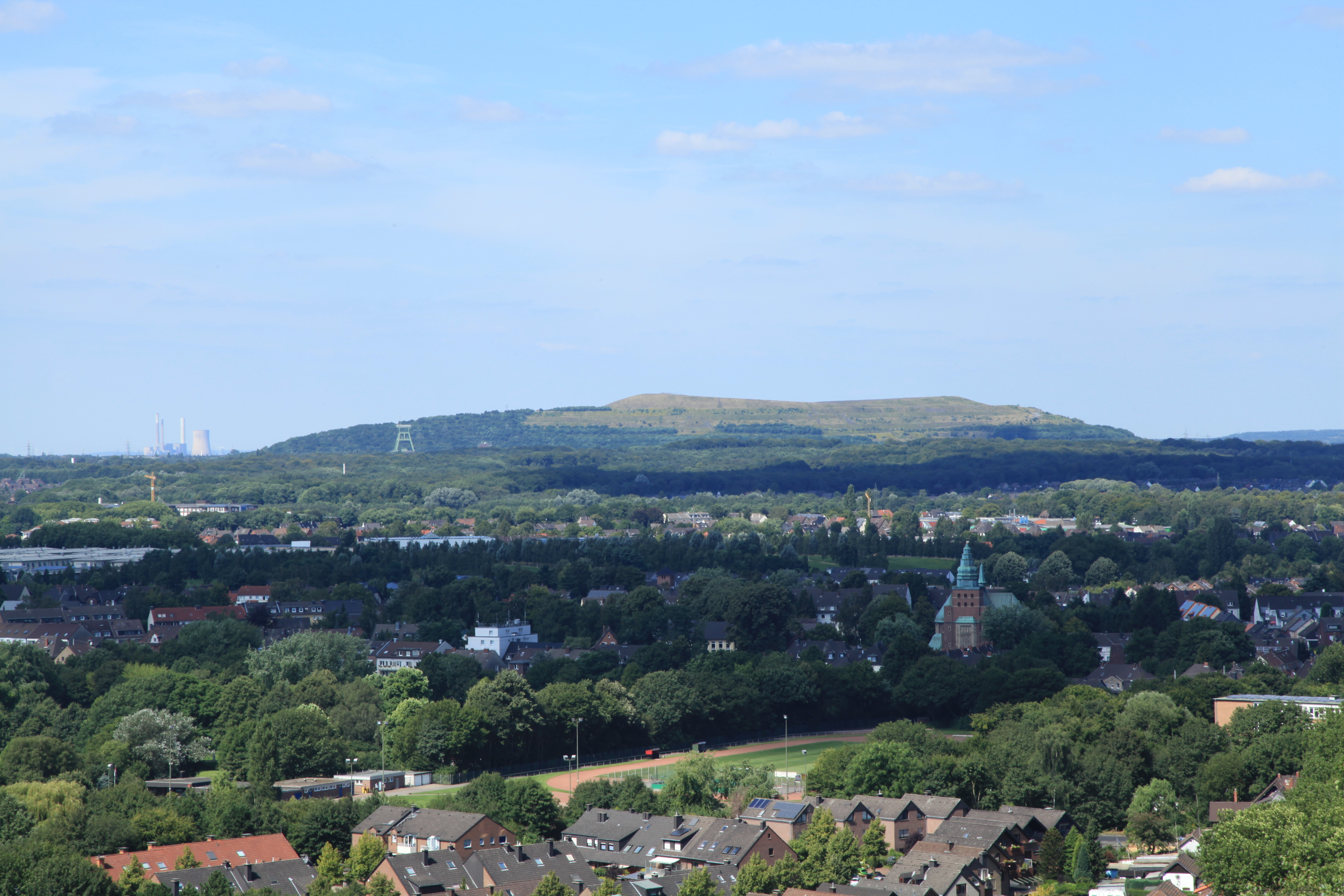
Halde Haniel, Bottrop (Foto: Frank Vincentz)
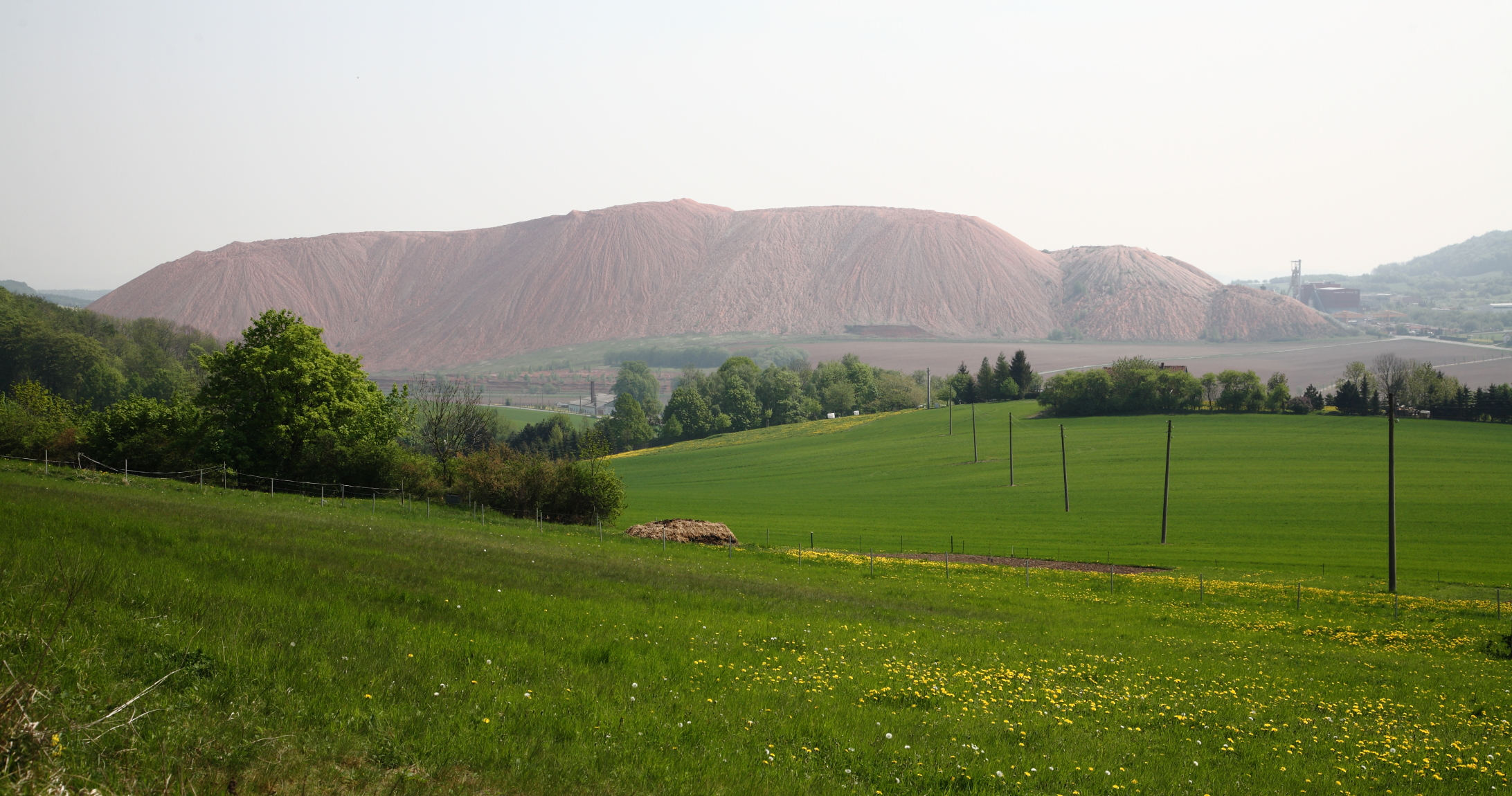
Kaliabraumhalde, bei Holungen, Thüringen (Foto: Witold Grzesiek)
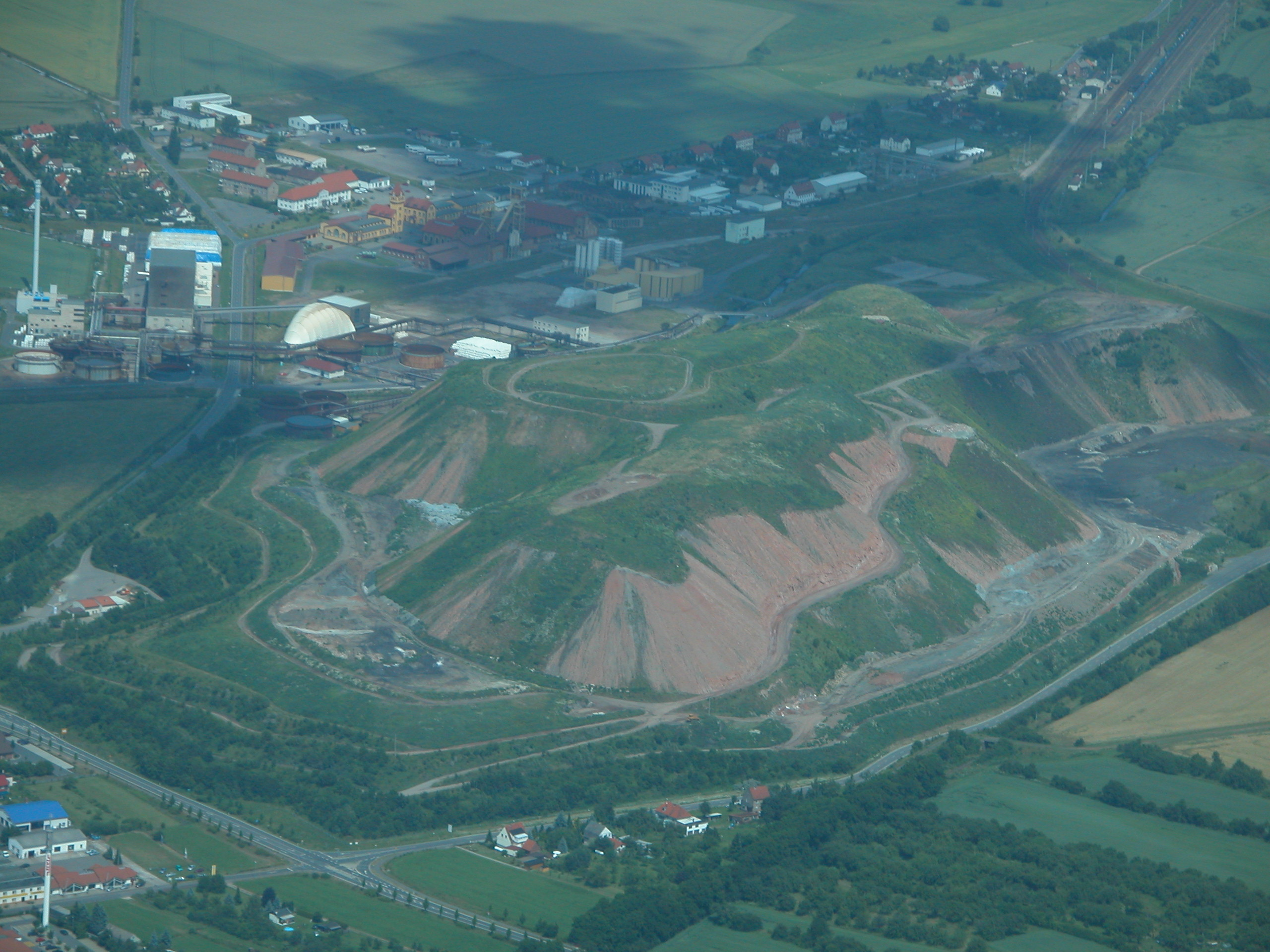
Luftbild der Abraumhalde bei Bleicherode, Thüringen (Foto: Michael Köhler)
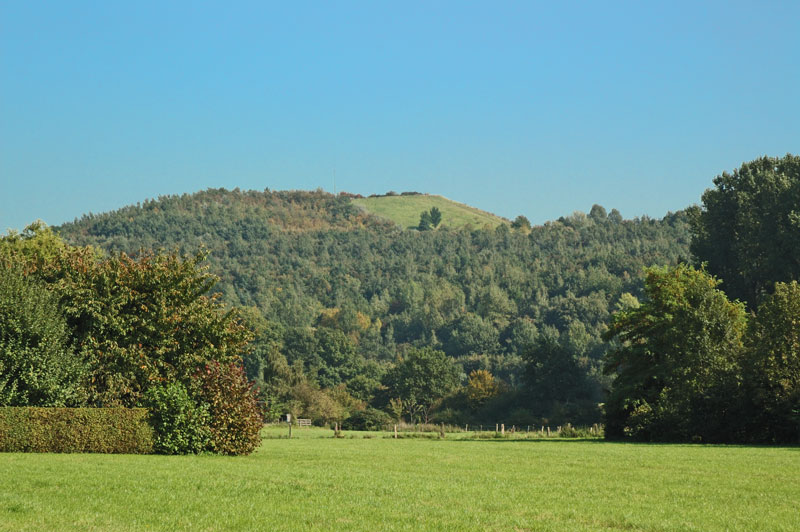
Bergehalde Großes Holz in Bergkamen (Foto: Reinhard Hunscher)
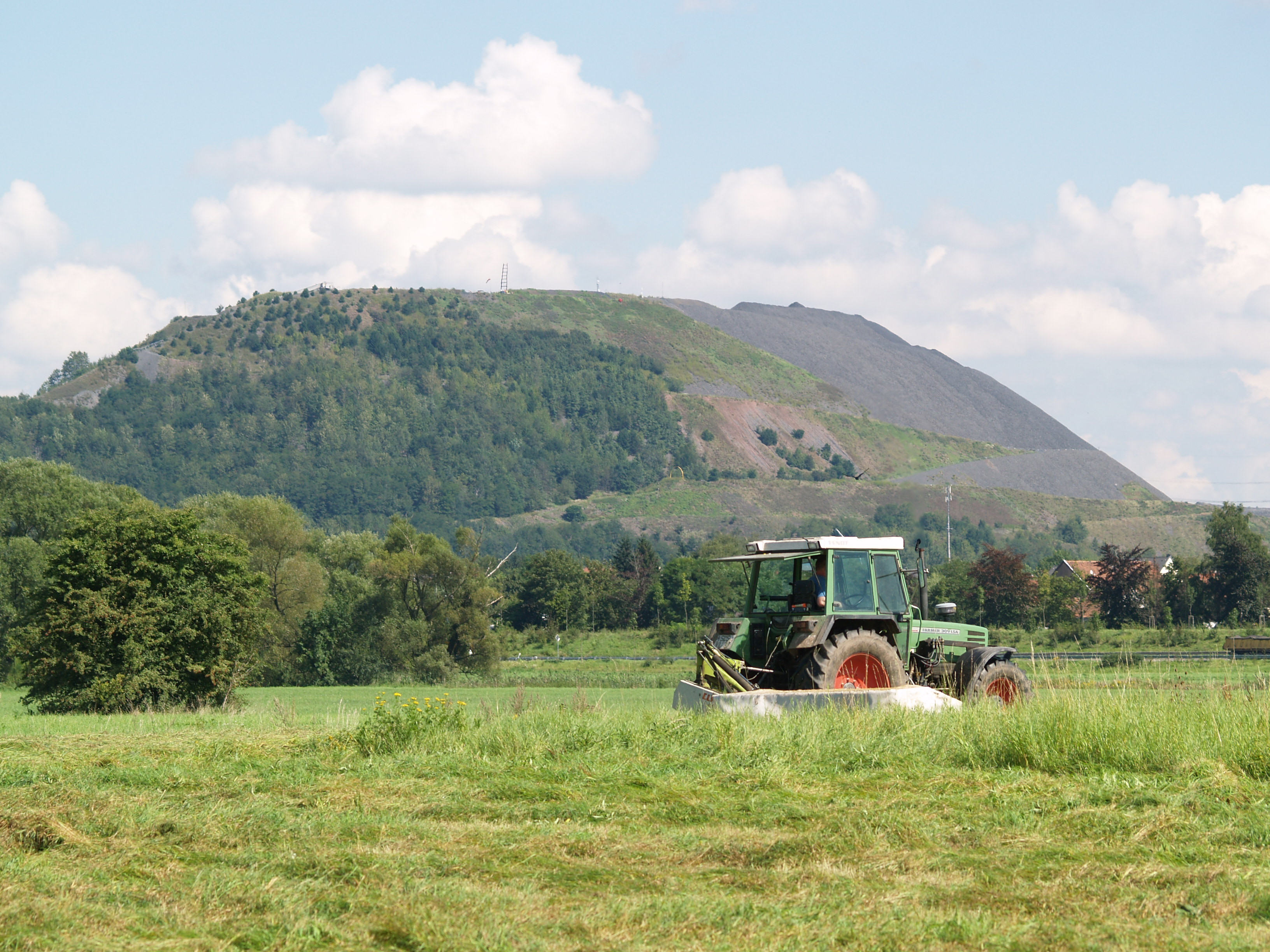
Bergehalde in Ensdorf (Saar) (Foto: A. Josef Dernbecher)